# Эрувиль (усадьба)
Шато́ д’Эруви́ль (фр. Château d'Hérouville) — усадьба (шато) XVIII века в деревне Эрувиль-Ан-Вексен, Валь-д’Уаз, близ Парижа. Господский дом был построен в 1740 году классицистом Годо (фр. Gaudot). В XIX веке использовался в качестве станции (между Версалем и Бове) и служил конюшней на сто лошадей.
Французский композитор Мишель Мань купил его в 1962 году, После пожара, опустошившего левое крыло здания в 1969 году, Мань реконструировал часть замка и открыл в нём просторную звукозаписывающую студию, оснащённую самым современным оборудованием, которая открылась 27 ноября 1969 года. Все остальные помещения были переоборудованы в жилые комнаты, кухни и даже спортивные залы и бассейны. Вокруг замка находился прекрасный парк с теннисным кортом, где благоухали цветочные клумбы.
Музыкант, режиссёр и звукорежиссёр Лоран Тибо взял на себя руководство студией в июне 1974 года.
В 1979 году студию выставили на аукцион. Мишель Мань был обвинён в налоговом мошенничестве. Судебные разбирательства по этому делу шли несколько лет и закончились в декабре 1984 года не в пользу композитора. Во время перемещения громоздкого студийного оборудования было разрушено несколько внутренних перегородок замка. Студия закрыта 25 июля 1985 года через год после смерти Мишеля Маня. За время работы студии в замке было записано множество альбомов известных исполнителей, таких как Элтон Джон (Honky Château в 1972 году, Don't Shoot Me I'm Only the Piano Player и Goodbye Yellow Brick Road в 1973 году), Pink Floyd (Obscured by Clouds, 1972), Дэвид Боуи (Pin Ups, 1973), Bee Gees («How Deep Is Your Love» и «Stayin' Alive» из альбома Saturday Night Fever в 1977 году).